# ゴリラ (ジェームス・テイラーのアルバム)
『ゴリラ』（Gorilla）はアメリカのシンガー・ソングライター、ジェームス・テイラーの6枚目のスタジオ・アルバム。1975年5月に発売され、「メキシコ」とビルボードのトップ5に達した「君の愛につつまれて」の2曲のヒット曲と共に前作の『ウォーキング・マン』よりも商業的成功を収めた。このアルバムはワーナー・ブラザース・レコードからのテイラーの最後から2枚目のアルバムとなった（最後は『イン・ザ・ポケット』）。多くの点で『ゴリラ』は前作『ウォーキング・マン』で明らかになったテイラーのエレクトリックで軽い側面のショーケースとなっている。「ぼくのサラ・マリア」はテイラーの娘のサリー（出生名：サラ・マリア・テイラー、1974年1月7日生）についてのものである。当時の妻のカーリー・サイモンがマーヴィン・ゲイの「君の愛につつまれて」のカバーに参加している。ジミー・バフェットは「メキシコ」を1995年のアルバム Barometer Soup でカバーし、2005年のソルティ・ピース・オブ・ランド・ツアーで「ひとりぼっちの灯台」を演奏した。
| 専門評論家によるレビュー      | 専門評論家によるレビュー |
| レビュー・スコア              | レビュー・スコア         |
| 出典                          | 評価                     |
| ----------------------------- | ------------------------ |
| オールミュージック            | [ 2 ]                    |
| Encyclopedia of Popular Music | [ 3 ]                    |
| ローリング・ストーン          | (not rated)              |
| Christgau's Record Guide      | C+                       |
| MusicHound                    | 3.5/5                    |
| The Rolling Stone Album Guide | [ 7 ]                    |

## 収録曲
特記あるものを除き全曲ジェームス・テイラーの作詞作曲
サイド1
1. 「メキシコ（英語版）」 "Mexico" – 2:57
2. 「ミュージック」 "Music" – 3:46
3. 「君の愛につつまれて（英語版）」 "How Sweet It Is (To Be Loved by You)" (ホーランド＝ドジャー＝ホーランド) – 3:33
4. 「放浪」 "Wandering" (トラディショナル、編曲および歌詞追加：ジェームス・テイラー) – 2:40
5. 「ゴリラ」 "Gorilla" – 3:10
6. 「ユー・メイク・イット・イージー」 "You Make It Easy" – 4:10

サイド2
1. 「愚かだった僕（英語版）」 "I Was a Fool to Care" – 3:19
2. 「ひとりぼっちの灯台」 "Lighthouse" – 3:15
3. 「アングリー・ブルース」 "Angry Blues" – 3:25
4. 「愛の歌」 "Love Songs" – 5:45
5. 「ぼくのサラマリア」 "Sarah Maria" – 2:46

## パーソネル
- ジェームス・テイラー – リード・ボーカル、アコースティック・ギター(1, 2, 4, 5, 7-11)、エレクトリック・ギター(1)、ハーモニー・ボーカル(2, 4, 5, 10, 11)、編曲(4)、ウクレレ(5)、ハイ＝ストリング・アコースティック・ギター(10)
- ダニー・コーチマー – エレクトリック・ギター(1, 3, 6)
- アル・パーキンス（英語版） – ペダル・スティール・ギター(2, 10)
- デビッド・グリスマン – マンドリン(5, 11)
- アーサー・アダムス（英語版） – エレクトリック・ギター(7)
- ローウェル・ジョージ – エレクトリック・ギター(9)、ハーモニー・ボーカル(9)
- クラレンス・マクドナルド（英語版） – フェンダー・ローズ(2, 3, 6, 7)、アコースティック・ピアノ(3, 6)
- ニック・デカーロ – アコーディオン(4, 7, 11)、弦楽編曲
- ランディ・ニューマン – ホーンオルガン(8)
- リーランド・スカラー – ベース・ギター(1, 3, 7, 8, 11)
- ウィリー・ウィークス – ベース・ギター(2, 5, 6, 9)
- ラス・カンケル – ドラムス(1, 3, 7, 8, 10), シェイカー(1)、タンバリン(3)、パーカッション(7)、コンガ(10)
- アンディ・ニューマーク – ドラムス(2, 5, 6, 9)
- ジム・ケルトナー – ドラムス(3)
- ミルト・ホランド（英語版） – パーカッション(1, 2, 9)、ウィンドチャイム(10)
- ヴィクター・フェルドマン – パーカッション(9, 10)、マリンバ(11)
- ゲイル・レヴァント – ハープ(1, 2, 10)
- デヴィッド・サンボーン – サクソフォン(3, 6)
- ジュールス・ジェイコブ – クラリネット(5, 10)、オーボエ(10)
- ジョージ・ボハノン（英語版） – トロンボーン(7)
- チャック・フィンドレー – トランペット(7)
- デヴィッド・クロスビー – ハーモニー・ボーカル(1, 8)
- グレアム・ナッシュ – ハーモニー・ボーカル(1, 8)
- カーリー・サイモン – ハーモニー・ボーカル(3)
- ヴァレリー・カーター – ハーモニー・ボーカル(9)

### 製作
- プロデューサー – ラス・ティテルマンおよびレニー・ワロンカー
- リー・ハーシュバーグによるエンジニアリング、ミキシング、マスタリング
- 追加エンジニア – ドン・ランディー
- エンジニア助手 – ロイド・クリフト
- 録音：ザ・バーバンク・スタジオ（カリフォルニア州バーバンク）
- ミキシング、マスタリング：ワーナー・ブラザース・スタジオ（カリフォルニア州ハリウッド）
- カバーおよびデザイン – マイク・サリスベリー
- 写真撮影 – ノーマン・シーフ